# Otterstads distrikt
Otterstads distrikt är ett distrikt i Lidköpings kommun och Västra Götalands län. 
Distriktet ligger vid Vänern, norr om Lidköping. 

## Tidigare administrativ tillhörighet
Distriktet inrättades 2016 och utgörs av en del av området som Lidköpings stad omfattade fram till 1971, delen som före 1969 utgjorde Otterstads socken.
Området motsvarar den omfattning Otterstads församling hade vid årsskiftet 1999/2000.